# Claudio Falcão
Claudio Falcão Santos, meglio conosciuto come Claudio Falcão (Aquidauana, 3 luglio 1994), è un calciatore brasiliano, centrocampista del Farense.

## Palmarès

### Club

#### Competizioni nazionali
- Coppa del Portogallo: 1

Desp. Aves: 2017-2018